# بروك سميث
بروك سميث (بالإنجليزية: Brooke Smith)‏ ممثلة أمريكية من مواليد 22 مايو 1967 اشتركت في مسلسل غريز أناتومي في دور جراحة القلب (ايريكا هان) وفي فيلم صمت الحملان بدور (كاثرين مارتن).

## حياتها
ولدت سميث في مدينة نيويورك، وكان والدها يوجين سميث يعمل ناشرًا، ووالدتها لويس سميث (اسمها الحقيقي وولينوبر) عملت مع روبرت ريدفورد وغيره من الممثلين والمخرجين.

## مواقع خارجية
- بروك سميث على موقع IMDb (الإنجليزية)
- بروك سميث على موقع ألو سيني (الفرنسية)
- بروك سميث على موقع أول موفي (الإنجليزية)
- بروك سميث على موقع قاعدة بيانات الأفلام السويدية (السويدية)
- بروك سميث على موقع إن إن دي بي (الإنجليزية)
- بروك سميث على موقع قاعدة بيانات الفيلم (الإنجليزية)
- بروك سميث على موقع كينوبويسك (الروسية)